# Craspedolepta numerica
Craspedolepta numerica är en insektsart som först beskrevs av Caldwell 1941.  Craspedolepta numerica ingår i släktet Craspedolepta och familjen rundbladloppor. Inga underarter finns listade i Catalogue of Life.